# Département de Pocho
Le département de Pocho est une des 26 subdivisions de la province de Córdoba, en Argentine. Son chef-lieu est la ville de Salsacate.
D'une superficie de 3 207 km2, sa population était recensée à 5 132 habitants en 2001.

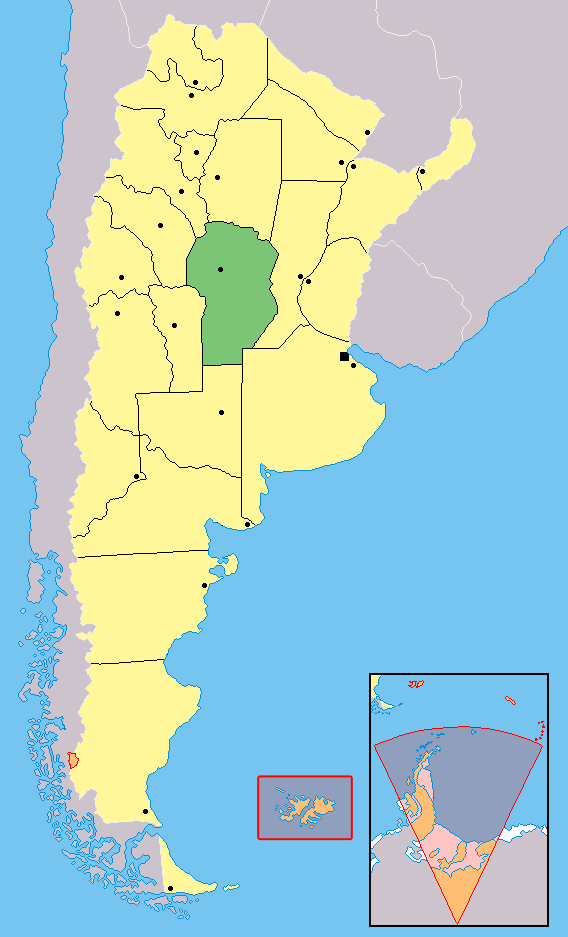
Localisation de la province de Córdoba en Argentine.